# 摩爾多瓦庫邦
摩爾多瓦庫邦是摩爾多瓦在1992年至1993年期間使用的貨幣，以取代蘇聯盧布。摩爾多瓦庫邦後來被摩爾多瓦列伊取代，1列伊=1000庫邦。庫邦發行有50、200、1000、5000的紙幣，未發行硬幣。

## 流通中的貨幣

### 硬幣
沒有發行硬幣。

### 紙幣

#### 1992 年

摩爾多瓦在1992年流通的紙幣，貨幣單位是「庫邦」。

- 50 庫邦
  - 正面：摩尔多瓦国徽
  - 背面：
- 200 庫邦
  - 正面：摩尔多瓦国徽
  - 背面：
- 1,000 庫邦
  - 正面：摩尔多瓦国徽
  - 背面：
- 5,000 庫邦
  - 正面：摩尔多瓦国徽
  - 背面：